# St. George’s University (Grenada)

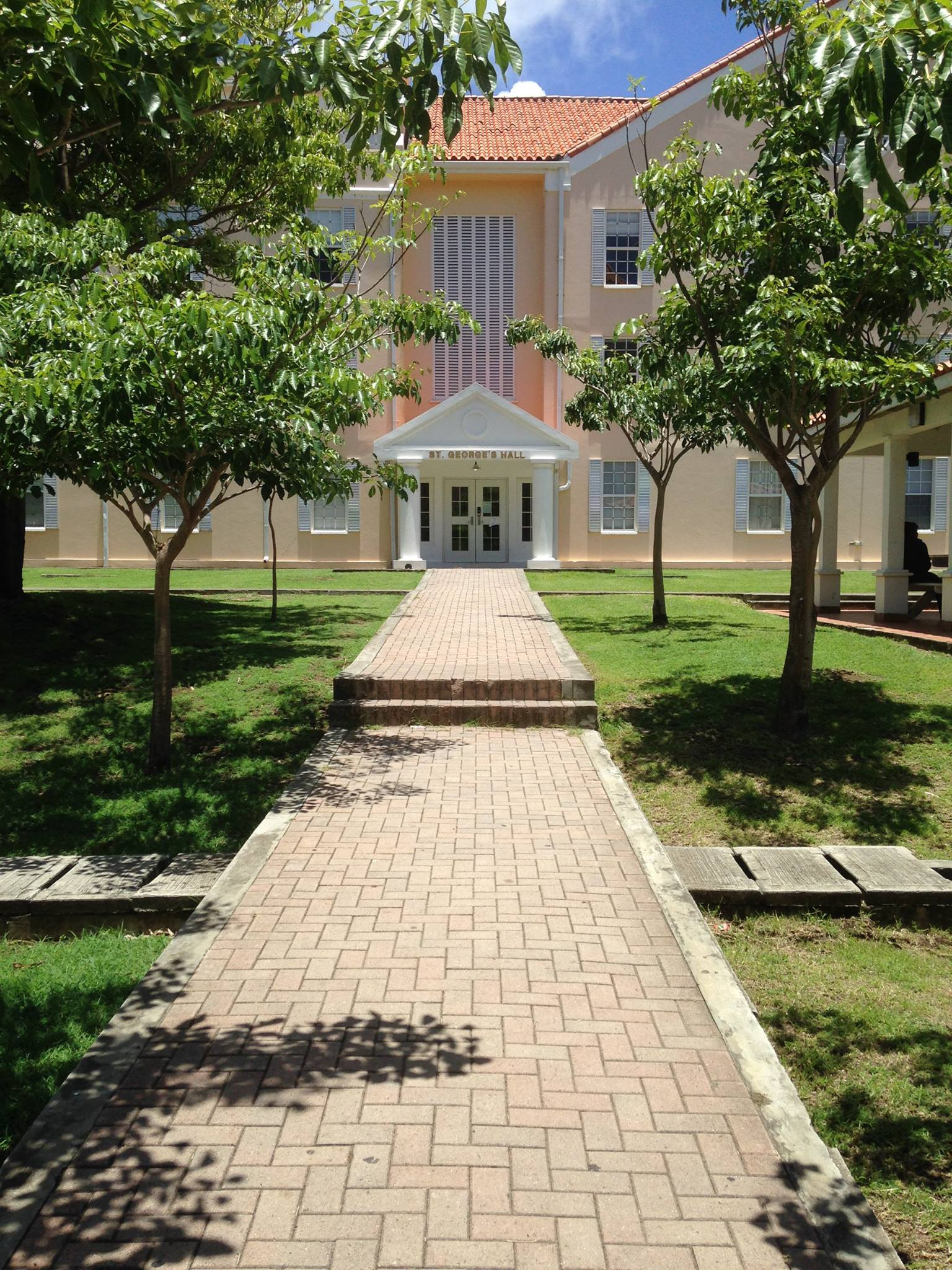
St. George's Hall der Universität, vormals Teil der Wohnanlagen für Universitätsangehörige, heute ein Klinisches Simulationszentrum

St. George’s University ist eine private internationale Universität in Grenada. Sie bietet Studiengänge in Medizin, Tiermedizin, Public Health (Gesundheitsfürsorge), Health Sciences (Gesundheitswissenschaften), Krankenpflege, Künsten und Naturwissenschaften und Betriebswirtschaftslehre.
St. George’s University wurde am 23. Juli 1976 durch ein Gesetz des Parlaments von Grenada gegründet. Der Unterricht in der School of Medicine begann am 17. Januar 1977. 1993 wurden zusätzliche Graduate- und Undergraduate-Programme eingeführt. 1996 erhielt die Universität eine Charter für die School of Arts and Sciences und ein Graduate Studies-Programm. 1997 folgten Undergraduate Courses in International Business, Life sciences, Medical Sciences, sowie Pre-medical und Pre-veterinary Medicine. Die School of Veterinary Medicine wurde 1999 eingerichtet, genauso wie das Department of Public Health and Preventive Medicine.

## Geschichte
St. George’s University wurde am 23. Juli 1976 durch einen Beschluss des Parlaments von Grenada begründet. Der Name bezieht sich auf die Hauptstadt von Grenada. Die Gründer waren Charles Modica, Louis Modica, Edward McGowan und Patrick F. Adams. Die ersten Kurse an der St. George’s School of Medicine begannen am 17. Januar 1977. Die Mehrheit der Gründungsmitglieder hatte die eigene Ausbildung in den Vereinigten Staaten oder in Europa erworben.
Ein marxistischer militärischer Staatsstreich fegte bereits 1979 die demokratisch gewählte Regierung von Eric Gairy hinweg. Zu dieser Zeit hatte die Schule erst 630 Studenten. In dieser Zeit waren aber fast 1.000 Amerikaner auf der Insel (inklusive Studenten, Universitäts-Mitarbeiter, deren Familien etc.). Die U.S.-Regierung unter Ronald Reagan startete daraufhin im Oktober 1983 die Operation Urgent Fury. Studenten wurden evakuiert und die Kurse nach Long Island (New York), New Jersey und Barbados verlegt. Erst 1984 wurde der Lehrbetrieb in Grenada wieder aufgenommen.
Die U.S. Administration rechtfertigte die Invasion mit der Pflicht zur Rettung amerikanischer Medizinstudenten an St. George’s University und mit dem Ziel, das Land wieder in demokratische Verhältnisse zu setzen, nachdem der Premierminister Maurice Bishop gestürzt worden war. Bishop, einige Mitglieder seiner Regierung und mehrere dutzend Zivilisten waren in dem Putsch getötet worden und die Insel war unter eine 24-stündige Ausgangssperre gestellt worden. Während der Tage unmittelbar nach dem Putsch, war die einzige unabhängige Information, die aus dem Land gelangte von einem Funkamateur (ham radio), einem Studenten von St. George’s.
In seinen Memoiren berichtet Präsident Reagan, dass die Rückkehr der Studenten in die Vereinigten Staaten ein Ereignis war, welche ihn zutiefst berührte. „Ich gehörte zu den vielen in unserem Land, deren Augen ein wenig feucht wurden, als ich ihre Ankunft in den Vereinigten Staaten im Fernsehen sah und sha, wie einige von ihnen sich verneigten und den amerikanischen Boden küssten, in dem Moment, in dem sie aus dem Flugzeug stiegen, welches sie nach Hause gebracht hatte.“
In der Folge von Hurrikan Ivan 2004 wurden Studenten erneut zeitweise an Campuse in den Vereinigten Staaten umgesiedelt. Mittlerweile hat die Schule einen umfassenden Hurricane Plan.
Im August 2014 erhielt die SGU eine Zuwendung in Höhe von $750 Mio. von Baring Private Equity Asia and Altas Partners, eines kanadischen Kapitalgebers (private equity company) deren andere Hauptbeteiligung eine Salzmine ist. Im August 2015 wurde G. Richard Olds, der Gründer und ehemalige Dean (Dekan) der UC Riverside School of Medicine als Präsident und CEO der Schule benannt. 2017 wurde Andrew Sussman, der ehemalige Executive Vice President of Clinical Services bei CVS Health als CEO ernannt.

## Campus
St. George’s University verfügt über 65 Gebäude auf 42 acre Land (17 ha), auf einer Halbinsel in der Südwestecke von Grenada. Eine umfangreiche Erweiterung des Campus in den frühen 1990ern führte zum Bau von 52 neuen Gebäuden. Die Gebäude sind im georgianischen Stil gehalten. Der Campus hat im Westen auch einen schönen Strand mit schwarzem Sand (Mandem Beach).

## Fakultäten
St. George’s University School of Medicine ist die Medical School der Universität. Sie bietet einen Abschluss als Doctor of Medicine an, der sowohl einzeln, als auch in Kombination mit einem Master of Public Health, Master of Business Administration, Master of Science, oder Bachelor of Science erworben werden kann. Die Schule hat die Mission „eine internationale, kulturell diverse Umgebung anzubieten, in der Studenten das Wissen, die Fähigkeiten und Haltungen lernen, die erforderlich sind für die weitere Ausbildung in Gesundheitsberufen, während im gleichen Zuge Mitgefühl, Neugier, Toleranz und Verbindlichkeit gegenüber Patienten und Gesellschaft, sowie Hingabe an Lebenslanges Lernen und Verständnis für die lebenswichtige Rolle der Forschung in der Gesundheitsfürsorge entwickelt werden soll.“
Die Fakultät hat über 5.500 Studenten und aufgrund ihrer Größe konnten von dort mehr Doktoren in die first-year US residency positions gebracht werden als von irgendeiner anderen Hochschule weltweit. Die The Princeton Review listet sie als eine der „Best 168 Medical Schools“.
Aufgrund leichterer Zugangsvoraussetzungen als an Universitäten in den Vereinigten Staaten bezeichnet die New York Times die St. George’s University School of Medicine als eine „second chance medical school“ (Universität der zweiten Chance), weil viele Studenten sich dorthin wenden, nachdem sie in US-amerikanischen Schulen keine Zugangserlaubnis erwerben konnten. Allerdings erreichten nur 65 % der Studenten, die sich 2009 einschrieben einen Abschluss nach 4 Jahren, weitere 20 % graduierten nach 5 Jahren.
Im Gegensatz zu traditionellen US-amerikanischen Medical Schools, zahlt St. George’s Geld an Krankenhäuser um den Studenten Praktika zu ermöglichen.
Als Teil der internationalen Ausrichtung können Studenten sowohl im Keith B. Taylor Scholars Program Pathway, als auch im traditionellen Curriculum Praktika in Prag, Thailand, Indien, Honduras, Kenia und Schweden absolvieren, sowie das dritte und vierte Universitätsjahr in den Vereinigten Staaten, Großbritannien oder Kanada fortsetzen.
Die Studiengebühren betragen mehr als $250.000.

### Weitere Fakultäten
Die School of Veterinary Medicine können ebenfalls einen Doktor (DVM) zusammen mit den erwähnten Studiengängen erwerben. Zusätzlich bietet die School of Arts and Sciences ein Bachelor-Programm und Studenten können MPH, MBA, MSc oder PhD im Graduate Studies Program erwerben.

## Verwaltung
Chancellors
- Charles R. Modica (1976– )

Präsidenten
- Charles R. Modica (1976–2015)
- G. Richard Olds (2015– )

Vice Chancellors
- Geoffrey H. Bourne, Anatom und Primatologe (1978–1988)
- Keith B. Taylor, Gastroenterologe (1989–1998)
- Peter Bourne, Arzt (1999–2003)